# María Cleofe Martínez
María Cleofe Martínez Martínez  (Valledupar, 1 de enero de 1958), llamada la Coco, es una abogada y política colombiana, excongresista por el departamento del Cesar.

## Familia
Martínez Martínez nació en el hogar del político vallenato, Aníbal Rafael Martínez Zuleta y Ana Julia Martínez Torres, residentes en ese entonces del barrio Cañaguate de Valledupar. Es hermana de Raúl (fallecido en 1971), Ruth, Piedad, Consuelo, Gabriel y Aníbal José Martínez Martínez (fallecidos en accidente). Por parte de padre María Cleofe es medio hermana de Rafael Tobías, Gabriel Severo y Mery Luz Martínez Socarrás.
Está casada con el acordeonero de música vallenata Ciro Meza Reales, con quien tiene un hijo; Ciro Raúl Meza Martínez (n. 1977).

## Trayectoria
Egresó como abogada de la Universidad Externado de Colombia en la ciudad de Bogotá. En su juventud fue una de las relaciones amorosas del cantante Diomedes Díaz.
Fue impulsada a participar en política por su padre. En Valledupar, logró llegar al Concejo de Valledupar. 
Fue directora en la emisora de su padre, La Voz del Cañaguate. También trabajó para el desaparecido Diario del Caribe.

### Secuestrada por el ELN
El 22 de agosto de 1992, Martínez se encontraba departiendo con amigos en su apartamento al norte de Valledupar cuando cuatro hombres armados, miembros de la guerrilla del ELN, irrumpieron y la secuestraron junto a su amiga Maricel Hinojosa. A su esposo Ciro, lo amordazaron junto con Hernando De Luque y su esposa, también a una empleada del servicio y al vigilante de la portería. Los hombres le quitaron las llaves del carro a De Luque, un Trooper blanco de placas OZ 0446 que luego usaron para escapar.
El 21 de octubre de 1992, la Gobernación del Cesar promovió multitudinarias marchas de protesta y un evento en la plaza Alfonso López de Valledupar con influyentes grupos vallenatos; Diomedes Díaz, Poncho Zuleta, Jorge Oñate e Iván Villazón reclamando la liberación de María Cleofe.
45 días después del secuestro, Hinojosa fue dejada en libertad en Valledupar por sus captores. 
El 12 de marzo de 1993, Maria Cleofe fue dejada en libertad por el Frente 6 de diciembre del Ejército de Liberación Nacional (ELN) en las montañas de la Sierra Nevada de Santa Marta, en inmediaciones del corregimiento de Villa Germania, jurisdicción del municipio de Valledupar. El sacerdote Pablo Salas Anteliz y un grupo de personas subieron las montañas en zona rural de Villa Germania hasta llegar al sitio de la liberación.

### Representante a la cámara
Martínez fue elegida Representante a la Cámara por el departamento del Cesar por el Partido Liberal. 

### Senado de la república (1994-1998)
Martínez fue elegida al senado de la república para el periodo 1994-1998 por el partido liberal con 25.749 votos. Por Gaceta 286/1996, Martínez fue parte de la mesa directiva del congreso entre 20 de julio de 1996 y el 20 de julio de 1997. Ocupó el cargo de Segundo Vicepresidente, siendo Presidente Luis Fernando Londoño Capurro y Primer Vicepresidente Guillermo Ocampo Ospina.
Martínez fue ponente de: 
- 15 de agosto de 1996: Proyecto de Ley No.073 DE 1996 Cámara. - No.157/96 Senado "Por el cual se transforma la Unidad Universitaria del Sur de Bogotá en Universidad Nacional Abierta y a Distancia -UNAD- y se dictan otras disposiciones".

- "Por la cual de modifica parcialmente el Articulo 4 de la Ley 37 de 1993 y se dictan otras disposiciones" Ponente Primer Debate:	junto a Sanuel Moreno Rojas y Bernardo Guerra. Gaceta 188/97.

### Senado de la república (1998-2002)
Martínez lanzó su reelección al senado por el Frente Amplio Liberal (FAL) con Víctor Ochoa Daza como segundo renglón del Movimiento de Renovación Liberal (MRL). Compitieron en el departamento del Cesar contra la lista del candidato liberal José Eduardo Gnecco Cerchar y su segundo renglón Miguel Villazón Quintero. 
El movimiento Acción Cívica Popular adhirió a la candidatura al senado de Martínez y a la de Mauro Tapias Delgado, a la Cámara de Representantes.
Martínez fue elegida al Senado de la República en representación del Partido Liberal para el periodo entre el 20 de julio de 1998 y el 19 de julio de 2002 con una votación de 37.532 votos, la mayoría obtenida en el departamento del Cesar. Martínez hizo parte de la Comisión Sexta de Senado.
Fue autora de los proyectos de ley:
- 5 de septiembre de 2000: "Por la cual se deroga el artículo 76 de la Constitución Política, se modifica el artículo 77 de la Constitución Política y se dictan otras disposiciones."
- 15 de agosto de 2000: "Por medio de la cual se crean las Escuelas de Liderazgo para Mujeres. "
- 8 de agosto de 2000: "Por la cual se adoptan normas para el ejercicio de la profesión de administradores de empresas y se dictan otras disposiciones."
- 8 de agosto de 2000 "Por la cual se dictan normas relativas a la medicina homeopática."
- 8 de agosto de 2000: "Por la cual se definen lo que son las medicinas alternativas y su marco de acción, se dictan normas para el ejercicio profesional, a la vez que se crean el Consejo Colombiano de Medicinas Alternativas y la Dirección de Medicinas Alternativas."
- 25 de abril de 2000: "Por la cual se dictan normas para el ejercicio de la profesión de Administradores de Empresas y se dictan otras disposiciones."
- 24 de abril de 2000: "Por la cual se dictan normas relativas al ejercicio de la Medicina Homeopática."
- 24 de abril de 2000: "Por la cual se definen lo que son las Medicinas Alternativas y su marco de acción, se dictan normas para el ejercicio profesional, a la vez que se crean el Consejo Colombiano de Medicinas Alternativas y la Dirección de Medicinas Alternativas del Ministerio de Salud. "
- 24 de abril de 2000: "Por medio de la cual se crean en las ciudades capitales las Escuelas de Liderazgo de Mujeres. "

Entre sus ponencias se encuentran: 
- 2 de julio de 2002: "Por la cual se crea el Fondo Nacional de Solidaridad y Redistribución de Ingresos de los Servicios de Acueducto y Alcantarillado." Publicada Ponencia Segundo Debate.

- 6 de junio de 2002: "Por la cual se crea el Fondo Nacional de Solidaridad y Redistribución de Ingresos de los Servicios de Acueducto y Alcantarillado." Publicada Ponencia Primer Debate

- 5 de junio de 2002: "Por medio de la cual se reglamenta la información, la notificación y registro de programas educativos de pregrado y postgrado en el Sistema Nacional de Información de la Educación Superior." Publicada Ponencia Primer Deba

- 30 de mayo de 2002: "Por la cual se expide el Código Nacional de Tránsito Terrestre y se dictan otras disposiciones." Publicada Ponencia Cuarto Debate

- 14 de mayo de 2002: "Por medio de la cual se crea la Universidad Indígena de Colombia y el Instituto de Investigaciones Indígenas y se dictan otras disposiciones. " Publicada Ponencia Primer Debate

- 8 de mayo de 2002: "Por la cual se expide el Código Nacional de Tránsito Terrestre y se dictan otras disposiciones." Publicada Ponencia Tercer Debate

- 9 de abril de 2002: "Por la cual se reglamenta la profesión de la bacteriología, se dicta el Código de la Bioética y se dictan otras disposiciones." Informe Legislativo a las Objeciones del Ejecutivo

- 12 de diciembre de 2001: "Proyecto de Ley General de Telecomunicaciones." Publicada Ponencia Primer Debate

- 5 de noviembre de 2001: "Por la cual se reglamenta la profesión de la bacteriología, se dicta el Código de la Bioética y se dictan otras disposiciones." En Conciliación

- 23 de octubre de 2001: "Por la cual se reglamenta la profesión de la bacteriología, se dicta el Código de la Bioética y se dictan otras disposiciones." Publicada Ponencia Cuarto Debate

- 9 de octubre de 2001: "Por la cual se reglamenta la profesión de la bacteriología, se dicta el Código de la Bioética y se dictan otras disposiciones." Publicada Ponencia Tercer Debate

- 1 de junio de 2001: "Por la cual se adiciona la Ley General de la Cultura (Ley 397 de 1997) y se dictan otras disposiciones." Publicada Ponencia Primer Debate

- 16 de mayo de 2001: "Por la cual se institucionalizan las Cámaras de la industria del Transporte en Colombia." Publicada Ponencia Primer Debate

- 4 de diciembre de 2000: "Por medio de la cual se modifican parcialmente la Ley 14 de 1991, la Ley 182 de 1995 y la Ley 335 de 1996, y se establecen normas para la operación, programación y explotación de los canales regionales de televisión, y se dictan otras disposiciones. " Publicada Ponencia Primer Debate

- 10 de noviembre de 2000: "Por medio de la cual se modifica parcialmente la Ley 14 de 1991, Ley 182 de 1995 y la Ley 335 de 1996, se establece el régimen de prestación de servicios de la televisión pública y se dictan otras disposiciones." Publicada Ponencia Segundo Debate

- 5 de octubre de 2000: "Por medio de la cual se modifica parcialmente la Ley 14 de 1991, Ley 182 de 1995 y la Ley 335 de 1996, se establece el régimen de prestación de servicios de la televisión pública y se dictan otras disposiciones." Publicada Ponencia Primer Debate

- 29 de agosto de 2000: "Por medio del cual se modifica el artículo 6 de la Ley 105 de 1993 (sobre reposición del parque automotor)." En Conciliación.

- 2 de agosto de 2000: "Mediante la cual la Nación se asocia a la conmemoración de los 250 años de la fundación del municipio de Chimichagua departamento del Cesar y se ordena la realización de obras de infraestructura e interés social. [Celebración Chimichagua, Cesar]" Informe Legislativo a las Objeciones del Ejecutivo

- 20 de junio de 2000: "Por medio del cual se crea el Fondo Nacional para la Reposición del Parque Automotor del Servicio Público de transporte terrestre y se dictan otras disposiciones. [Reposición del Parque Automotor]" En Conciliación

- 9 de junio de 2000: "Por medio del cual se crea el Fondo Nacional para la Reposición del Parque Automotor del Servicio Público de transporte terrestre y se dictan otras disposiciones. [Reposición del Parque Automotor]"  Publicada Ponencia Cuarto Debate

- 25 de mayo de 1999: "Por medio del cual se modifica el artículo 6 de la Ley 105 de 1993 (reposición parque automotor)."  Publicada Ponencia Primer Debate

- 5 de mayo de 1999: "Por medio del cual se dictan disposiciones para el servicio público de Plazas de Mercado y Centros de Acopio."Publicada Ponencia Primer Debate

Durante su periodo como senadora fue remplazada dos veces temporalmente; Menfis Palacios Pana entre el 1 de febrero de 2001 y el 30 de abril de 2001 y luego Víctor Ochoa Daza entre el 20 de julio de 1999 el 31 de marzo de 2000.

### Senado de la república (2003)
El 1 de febrero de 2003 Martínez ingresó temporalmente al senado en representación del Movimiento Nacional, en reemplazo del senador Roberto Gerlein. Martínez ocupó el cargo hasta el 1 de mayo de 2003.

### Candidata a la Asamblea del Cesar (2011)
Para las elecciones regionales de 2011, Martínez fue candidata a la Asamblea Departamental del Cesar por el Partido de la U, sin embargo no resultó elegida. Recibió el apoyo del clan Gnecco Cerchar. 

### Asuntos Inter-Institucionales y Federación de Departamentos
Una vez electo gobernador del Cesar, Luis Alberto Monsalvo Gnecco la nombró en su gabinete para la oficina de Asuntos Inter-Institucionales del departamento del Cesar en Bogotá. El 18 de febrero de 2013, Monsalvo la transfirió a la Federación de Departamentos, una vez fue seleccionado como presidente de dicha entidad. En su lugar fue nombrada Ana Helena Monsalvo Herrera.